# Michał Kopczyński
7Michał Kopczyński (Zamość, 15 giugno 1992) è un calciatore polacco, centrocampista del Warta Poznań.

## Caratteristiche tecniche
È un centrocampista centrale, dalle caratteristiche difensive. In passato è stato schierato anche come centrale di difesa.

## Carriera
Cresciuto nelle giovanili del Legia Varsavia, esordisce con la squadra della capitale il 19 agosto 2012, subentrando a Jakub Kosecki nella vittoria per 4-0 contro il Korona Kielce.
Nella stagione 2020-2021, dopo essere retrocesso con l'Arka Gdynia, passa al Warta Poznań. A causa di diversi infortuni, tuttavia, resta fuori squadra per tutta la prima parte del campionato, debuttando solo alla quindicesima giornata. Al termine della stagione, Kopczyński totalizza appena 7 presenze proprio a causa dei continui infortuni. 

## Statistiche

### Presenze e reti nei club
Statistiche aggiornate al 22 maggio 2022.
| Stagione        | Squadra            | Campionato      | Campionato | Campionato | Coppe nazionali | Coppe nazionali | Coppe nazionali | Coppe continentali | Coppe continentali | Coppe continentali | Altre coppe | Altre coppe | Altre coppe | Totale | Totale |
| Stagione        | Squadra            | Comp            | Pres       | Reti       | Comp            | Pres            | Reti            | Comp               | Pres               | Reti               | Comp        | Pres        | Reti        | Pres   | Reti   |
| --------------- | ------------------ | --------------- | ---------- | ---------- | --------------- | --------------- | --------------- | ------------------ | ------------------ | ------------------ | ----------- | ----------- | ----------- | ------ | ------ |
| 2012-2013       | Legia Varsavia     | EK              | 1          | 0          | PP              | 2               | 0               | UEL                | 0                  | 0                  | -           | -           | -           | 3      | 0      |
| 2013-2014       | Legia Varsavia     | EK              | 2          | 0          | PP              | 0               | 0               | UEL                | 0                  | 0                  | -           | -           | -           | 3      | 0      |
| 2014-2015       | Wigry Suwałki      | 1L              | 25         | 3          | PP              | 0               | 0               | -                  | -                  | -                  | -           | -           | -           | 25     | 3      |
| 2015-2016       | Legia Varsavia     | EK              | 2          | 0          | PP              | 3               | 0               | UEL                | 0                  | 0                  | -           | -           | -           | 5      | 0      |
| 2016-2017       | Legia Varsavia     | EK              | 31         | 0          | PP              | 0               | 0               | UCL+UEL            | 9+2                | 0+0                | SP          | 0           | 0           | 44     | 0      |
| 2017-2018       | Legia Varsavia     | EK              | 17         | 0          | PP              | 4               | 0               | UCL+UEL            | 3+0                | 0+0                | SP          | 1           | 0           | 28     | 0      |
| 2018-2019       | Wellington Phoenix | AL              | 23         | 0          | FFA             | 1               | 0               | -                  | -                  | -                  | -           | -           | -           | 24     | 0      |
| 2019-2020       | Arka Gdynia        | EK              | 11         | 0          | PP              | 0               | 0               | -                  | -                  | -                  | -           | -           | -           | 11     | 0      |
| 2020-2021       | Warta Poznań       | EK              | 7          | 0          | PP              | 0               | 0               | -                  | -                  | -                  | -           | -           | -           | 7      | 0      |
| 2021-2022       | Warta Poznań       | EK              | 26         | 2          | PP              | 0               | 0               | -                  | -                  | -                  | -           | -           | -           | 26     | 2      |
| Totale carriera | Totale carriera    | Totale carriera | 154        | 5          |                 | 10              | 0               |                    | 14                 | 0                  |             | 1           | 0           | 178    | 5      |

## Palmarès

### Club

#### Competizioni nazionali
- Campionato polacco: 1

Legia Varsavia: 2017-2018